# Bocigas
Bocigas ist ein nordspanischer Ort und eine Gemeinde (municipio) mit 75 Einwohnern (Stand: 2024) in der Provinz Valladolid in der autonomen Region Kastilien-León. 

## Geografie
Bocigas liegt im Süden der Provinz Valladolid etwa 38 Kilometer südlich vom Stadtzentrum von Valladolid in einer Höhe von ca. 775 m. 

## Bevölkerungsentwicklung
| 370 | 357 | 150 | 119 | 167 | 140 | 99 | 80 |

## Sehenswürdigkeiten
- Johannes-der-Täufer-Kirche